# 纤细薯蓣
纤细薯蓣（学名：Dioscorea gracillima）是薯蓣科薯蓣属的植物。分布于日本以及中国大陆的湖南、福建、浙江、江西、安徽、湖北等地，生长于海拔200米至2,200米的地区，多生长于山坡疏林下、阴湿的山谷和河谷地带，目前尚未由人工引种栽培。